# 竹村和子
竹村 和子（たけむら かずこ、1954年2月3日 - 2011年12月13日）は、日本の英文学者。専門は英米文学、批評理論、映像研究、フェミニズム思想。元・お茶の水女子大学大学院教授。ジュディス・バトラーやトリン・T・ミンハなどの著作を翻訳し、日本におけるフェミニズム理論や思想の発展に大きな影響を与えた。

## 略歴
- お茶の水女子大学教育学部卒業。
- お茶の水女子大学大学院修士課程修了、筑波大学大学院博士課程退学[5]。
- 1982年に香川大学教育学部に助手として赴任、1985年から助教授[6]。成蹊大学助教授、筑波大学助教授を経て[7]、1996年4月にお茶の水女子大学に赴任[4]。
- 2003年、論文「愛について：アイデンティティと欲望の政治学」にてお茶の水女子大学より博士（人文科学）の学位を取得[8]。
- 2011年（平成23年）12月13日、悪性腫瘍で死去。57歳没[9]。

## 研究
文学研究者、映像研究者、フェミニズム思想家として活動し、生前に『フェミニズム』と『愛について』を刊行したほか、没後に3冊の著作集が刊行されている。
「フェミニズムを所与の「女」以外のものにも開いていく」ために、異性愛主義への批判を通して、「女」というカテゴリーを脱構築する研究を行った。

## 活動
1996年より、お茶の水女子大学ジェンダー研究センターの活動に参加し、研究プロジェクトの推進、研究センター運営に努めた。在任中、トリン・T・ミンハやイヴ・セジウィックなどを招聘し、講演会を開催した。
竹村和子フェミニズム基金の設立者であり、2012年度から2021年度までの10回にわたり研究助成事業を実施し、2023年6月に解散した。

## 著書

### 単著
- 『フェミニズム』岩波書店〈思考のフロンティア〉、2000年。ISBN　978-4-00-026432-7 / 岩波現代文庫、2024年。ISBN　978-4-00-600478-1
- 『愛について：アイデンティティと欲望の政治学』岩波書店、2002年。ISBN　978-4-00-022011-8 / 岩波現代文庫、2021年。ISBN　978-4-00-600441-5
- 『文学力の挑戦：ファミリー・欲望・テロリズム』研究社、2012年。ISBN　978-4-327-48161-2
- 『彼女は何を視ているのか：映像表象と欲望の深層』河野貴代美・新田啓子編、作品社、2012年。ISBN　978-4-86182-418-0
- 『境界を撹乱する：性・生・暴力』岩波書店、2013年。ISBN　978-4-00-022597-7

### 編著
- 『女というイデオロギー：アメリカ文学を検証する』海老根静江共編著、南雲堂、1999年。ISBN　978-4-523-29253-1
- 『"ポスト"フェミニズム』作品社〈思想読本：知の攻略〉、2003年。ISBN　978-4-87893-546-6
- 『かくも多彩な女たちの軌跡：英語圏文学の再読』海老根静江共編著、南雲堂、2004年。ISBN　978-4-523-29283-8
- 『欲望・暴力のレジーム：揺らぐ表象 / 格闘する理論』（ジェンダー研究のフロンティア・第5巻）作品社、2008年。ISBN　978-4-86182-179-0
- 『思想と文化』（ジェンダー史叢書・第3巻）義江明子共編著、明石書店、2010年。ISBN　978-4-7503-3233-8

### 分担執筆
- 上野千鶴子編『構築主義とは何か』勁草書房、2001年。ISBN　978-4-326-65245-7
  - 竹村和子「「資本主義社会はもはや異性愛主義を必要としていない」のか：「同一性（アイデンティティ）の原理」をめぐってバトラーとフレイザーが言わなかったこと」を所収。
- パトリック・カリフィア（英語版）ほか
『セックス・チェンジズ：トランスジェンダーの政治学』[注釈 1]サンディ・ストーン（英語版）・野宮亜紀共著、石倉由・吉池祥子ほか訳、作品社、2005年。ISBN　978-4-86182-047-2

### 翻訳（ジュディス・バトラーは別記）
- ナサニエル・ホーソーン『人面の大岩』酒本雅之共訳、国書刊行会〈叢書バベルの図書館〉、1988年。ISBN　978-4-336-02558-6
- トリン・T・ミンハ『女性・ネイティヴ・他者：ポストコロニアリズムとフェミニズム』岩波書店、1995年。ISBN　978-4-00-002950-6 / 岩波人文書セレクション、2011年。ISBN　978-4-00-028514-8
- ピーター・B・ハイ『概説アメリカの文学〈ロングマン版〉』岩元巌共訳、桐原書店、1995年。ISBN　978-4-342-76060-0
- ジョン・バース『レターズ』（全2巻）岩元巌共訳、国書刊行会〈文学の冒険〉、2000年。1巻：ISBN　978-4-336-03578-3　2巻：ISBN　978-4-336-03579-0
- ソフィア・フォカ、レベッカ・ライト『〈イラスト図解〉 "ポスト"フェミニズム入門』河野貴代美共訳、作品社、2003年。ISBN　978-4-87893-561-9
- サラ・サリー『ジュディス・バトラー』共訳、青土社〈シリーズ現代思想ガイドブック〉、2005年。ISBN　978-4-7917-6225-5
- ガヤトリ・C・スピヴァク『スピヴァク、日本で語る』鵜飼哲監修、本橋哲也・新田啓子・中井亜佐子共訳、みすず書房、2009年。ISBN　978-4-622-07447-2

#### 翻訳（ジュディス・バトラー）
- 『ジェンダー・トラブル：フェミニズムとアイデンティティの攪乱』青土社、1999年。ISBN　978-4-7917-5703-9 / 新装版、2018年。ISBN　978-4-7917-7047-2
- 『偶発性・ヘゲモニー・普遍性：新しい対抗政治への対話』エルネスト・ラクラウ、スラヴォイ・ジジェク共著、村山敏勝共訳、青土社、2002年。ISBN　978-4-7917-5957-6 / 新装版、2019年。ISBN　978-4-7917-7188-2
- 『アンティゴネーの主張：問い直される親族関係』青土社、2002年。ISBN　978-4-7917-6013-8
- 『触発する言葉：言語・権力・行為体』岩波書店、2004年。ISBN　978-4-00-023392-7 / 岩波人文書セレクション、2015年。ISBN　978-4-00-028813-2
- 『国家を歌うのは誰か：グローバル・ステイトにおける言語・政治・帰属』ガヤトリ・C・スピヴァク共著、岩波書店、2008年。
- 『問題 = 物質（マター）となる身体：「セックス」の言説的境界について』佐藤嘉幸監訳、越智博美・河野貴代美・三浦玲一共訳、以文社、2021年。ISBN　978-4-7531-0362-1

### 監修
- ジェニファー・アグロウ編『世界女性人名大辞典〈マクミラン版〉』日本語版監修：竹村和子、国書刊行会、2005年。ISBN　978-4-336-04396-2